# БМП-1КШ
БМП-1КШ «Пото́к-2» (індекс ГБТУ — Об'єкт 774) — радянська командно-штабна машина оперативно-тактичної ланки управління. Розроблена в конструкторському бюро Челябінського тракторного заводу на базі бойової машини піхоти БМП-1. Серійне виробництво налагодили на Рубцовському машинобудівному заводі 1976 року.

## Опис конструкції

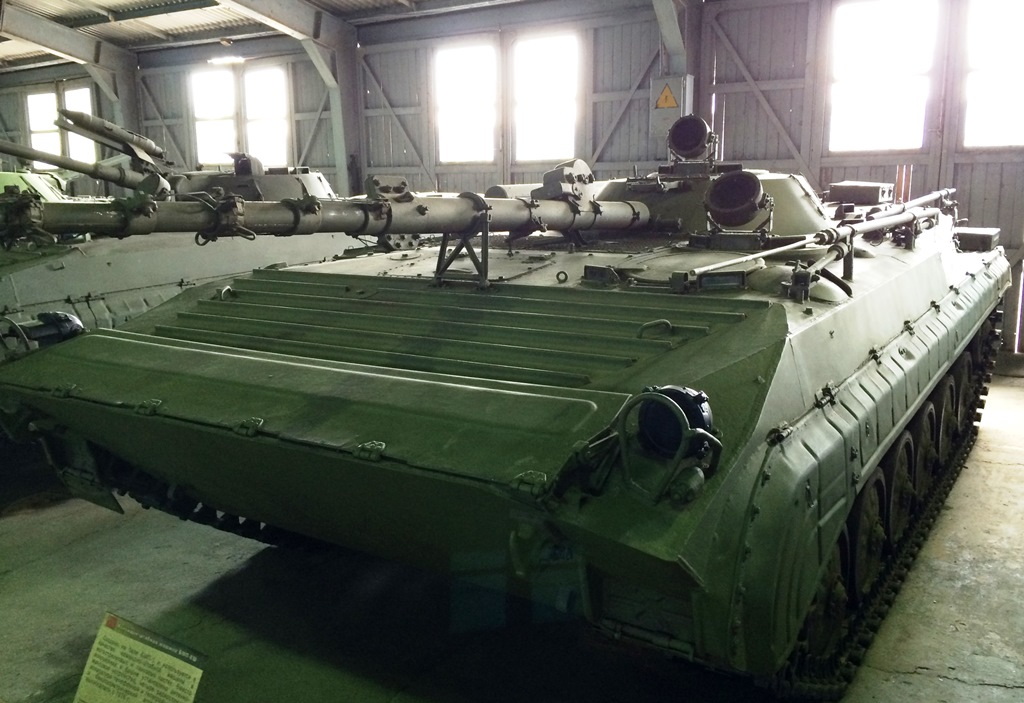
БМП-КШ у Центральному музеї бронетанкового озброєння та техніки

### Броньовий корпус та башта
Командно-штабна машина БМП-1КШ створена на базі БМП-1. Штатне озброєння відсутнє, замість зброї та кулемета — телескопічний антенно-щогловий пристрій. Ковпак башти встановлений нерухомо на даху корпусу машини. У комплекті озброєння 7,62-мм єдиний кулемет ПК, вогонь з кулемета може вестися через амбразуру в кормових дверях. Боєкомплект 2000 набоїв. Основне призначення БМП-1КШ — організація радіозв'язку в пересувних пунктах управління. Екіпаж складається із трьох осіб — механіка-водія та двох радистів-операторів. Радисти розміщуються в кормовій частині машини. У корпусі передбачено 4 місця для офіцерів.

### Засоби спостереження та зв'язку
БМП-1КШ має три канали УКХ та один канал КХ радіозв'язку. До складу засобів зв'язку входять радіостанції Р-130М, Р-111 та Р-123МТ. Кожна радіостанція може працювати незалежно одна від одної. Управління може здійснюватися з місць радистів-операторів, командира та офіцера, крім того управління можливе через два апарати ТА-57, що підключаються по дротовому каналу зв'язку. Для забезпечення роботи засобів зв'язку на марші та на коротких зупинках у БМП-1КШ встановлено генератор Г-209Б. Генератор приєднаний передавальним пристроєм до двигуна шасі. Під час стоянки використовується виносний агрегат живлення АБ-1-П/30-М1-1. Для орієнтування на місцевості БМП-1КШ має навігаційну апаратуру ТНА-3.

## Модифікації
- БМП-1КШ — базова модифікація
- БМП-1КШМ — модернізована версія із сучаснішим обладнанням, зовнішні відмінності від базового зразка практично відсутні[5]

## Оператори
- Країни варшавського договору
- СРСР — 15 БМП-1КШ в зоні «до Уралу», станом на 1991 рік[6], перейшли до держав, що утворилися після розпаду
- Росія
- Україна[7]

## Бойове застосування
- Війна в Афганістані (1979—1989)[8]
- Розгін Верховної Ради Росії[9]
- Перша російсько-чеченська війна[5]
- Друга російсько-чеченська війна[5]

### Російсько-українська війна
Під час російського вторгнення в Україну Сили оборони захопили 3 та знищили 7 російських БМП-1КШ.

## Збережені екземпляри
- Росія:
  - 1 БМП-1КШ знаходиться в Центральному музеї бронетанкового озброєння та техніки в Кубинці
  - 1 БМП-1КШ знаходиться в технічному музеї ВАТ «АВТОВАЗ»[en] в Тольятті.